# Jancsi és Juliska
A Jancsi és Juliska, vagy szöveghű magyar fordításban Jánoska és Margitka (német cím: Hänsel und Gretel) egy jól ismert mese. A Grimm fivérek jegyezték le először Gyermek-és családi mesék című gyűjteményükben 1812-ben. A világ egyik leghíresebb meséje, filmek készültek belőle, illetve sok helyen utalnak rá.

## Cselekmény
Jancsi és Juliska egy szegény favágó gyermekei, édesanyjuk meghalt, mostohájuk van. Egy alkalommal a mostoha úgy dönt, elküldi a gyerekeket az erdőbe, hogy ott megegyék őket a vadállatok, mivel már nem tud enni adni nekik. Éjjel Jancsi és Juliska kihallgatják az ágyukban a fondorlatos tervet. Reggel a gonosz mostoha elviszi őket az erdőbe, de Jancsi útközben kavicsokat szór szét, amelyek este világítanak, így hazatalálnak. A mostoha újra beviszi őket az erdőbe. Útjuk során kenyérmorzsákat szórnak szét, de a madarak mindet megeszik, így nem találnak haza. Kalandjuk során elfáradnak, és leülnek pihenni.
Egyszer csak észrevesznek egy mézeskalácsból készült házikót. Mivelhogy a szemük kopog az éhségtől, elkezdik enni a házat. A házban lakó idős hölgy befogadja őket, és kedvesen bánik velük. A gyerekek azonban nem tudják, hogy a kedves öregasszony valójában egy boszorkány, aki meg akarja enni őket. Jancsit bezárja egy ketrecbe, és eteti, hogy meghízzon, Juliskát pedig munkára fogja a ház körül.
A banya mindennap azt mondja Jancsinak, hogy dugja ki az egyik ujját a rácsok közt, hogy lássa, mennyit hízott. Jancsi azonban mindig egy lerágott csirkecsontot dug ki, de a boszorkány - rossz látó lévén - ezt nem veszi észre, ezért azt hiszi, hogy a fiú még mindig soványka.
Végül megelégeli, és szól Juliskának, hogy gyújtsa be a kemencét, ahol meg akarja sütni Jancsit. Szól Juliskának, hajoljon be a kemencébe, és nézze meg, milyen a tűz. Juliska úgy tesz, mintha nem tudná, mit jelent ez. A boszorkány meg akarja mutatni hogy kell, mire Juliska belöki a tűzbe és rácsapja az ajtót, legyőzve ezzel a gonoszt.
Jancsi és Juliska végül épségben hazatérnek apjukhoz (aki időközben elzavarta a mostohát), a boszorkány kincseivel, így meggazdagodnak.

## Hatása
A mese minden idők egyik leghíresebb történetévé vált. Az úton szétszórt kenyérmorzsák gyakorlatilag behatoltak a popkultúrába, hiszen mindenki tudja, melyik meséből származik ez. 1893-ban opera készült a történet alapján, melyet Engelbert Humperdinck rendezett.

## „Az évtized legnagyobb irodalmi átverése”
1963-ban egy német író, bizonyos Georg Ossegg Jancsi és Juliska igaz története címmel könyvet írt a mese eredetéről. A kiadási jogokért 18 kiadó szállt versenybe. A könyv megjelenése után azonnal bestseller lett.
Ossegg amatőr régésznek adva ki magát, a Spessart-i erdőben megtalálta a mesebeli boszorkány házának romjait, benne egy női csontvázzal. Levéltári kutatások után egy történettel állt elő:
1647-ben Katharina Schrader, egy pék, házat vásárolt a Frankfurt mellett található Spessarti erdőben. A házban népszerű mézeskalács-sütödét nyitott, itt számos új süteményt is feltalált. Egy korábbi udvarlója, Hans Meltzer megirigyelte tőle az üzletet, ezért feljelentette az asszonyt boszorkányság vádjával. Schrader a kínzások ellenére is mindent tagadott, ezért felmentették a vádak alól. Meltzer azonban képtelen volt beletörődni az ítéletbe, ezért testvérével, Gretel-el együtt felkeresték a házat, és az egyik égő kemencébe dobták Schrader-t. Meltzer soha nem került az igazságszolgáltatás kezére.
A valóságban Ossegg nem létezett, és a történetet Hans Traxler, egy karikaturista találta ki. Mire ez kiderült, addigra már a könyv Japánban is megjelent. A Berliner Morgenpost című lap az évtized legnagyobb irodalmi átverésének nevezte a könyvet.